# Algoritmo de Weiler-Atherton
El algoritmo de Weiler-Atherton se trata sobre una serie de instrucciones que determinan el recorte de polígonos en términos de geometría.
Consiste en calcular el polígono recortado como la intersección del polígono de recorte y el polígono a recortar, y se puede aplicar a regiones arbitrarias de polígonos, y además no tiene problemas con los cóncavos. En vez de procesar siempre alrededor de las aristas del polígono como se procesan los vértices, en ocasiones deseamos seguir la frontera de la ventana.
Por ejemplo, en sentido de las manecillas del reloj, para un par de vértices del polígono del exterior al interior de la ventana, seguimos la frontera del polígono y para un par del interior al exterior seguimos la frontera de la ventana en el sentido de las manecillas del reloj.